# Mieczysław Altman
Mieczysław Altman (ur. 2 grudnia 1916 w Kutnie, zm. 14 grudnia 1997 w Pittsburghu) – polski matematyk pochodzenia żydowskiego, od lat 70. pracujący w USA.

## Życiorys
W 1937 rozpoczął studia matematyczne na Uniwersytecie Warszawskim, po wybuchu II wojny światowej przedostał się do Lwowa, gdzie studiował pod kierunkiem Stefana Banacha (był jego ostatnim uczniem). W 1941 wyjechał ze Lwowa w związku z wybuchem wojny niemiecko-sowieckiej, kontynuował studia na Uniwersytetach w Swierdłowsku (1941–1942) i Taszkencie (1942–1944). W Taszkencie obronił pracę magisterską (1944) i pracę doktorską (1948). W 1949 powrócił do Polski, w latach 1949–1969 pracował w Instytucie Matematycznym PAN, od 1957 jako docent, od 1958 jako profesor. W latach 1958–1969 kierował Zakładem Metod Numerycznych. W 1969 wyjechał wraz z rodziną do USA, od 1970 pracował na Louisiana State University, w 1987 przeszedł na emeryturę.
W swoich badaniach zajmował się najpierw metodami numerycznymi w analizie funkcjonalnej. W 1958 otrzymał Nagrodę im. Stefana Banacha, w latach 1962-1963 był wiceprezesem Polskiego Towarzystwa Matematycznego. W 1977 opublikował książkę Contractors and contractor directions - Theory and applications.
Jest pochowany na Golden Cemetery w Golden, w hrabstwie Jefferson, w stanie Kolorado.
Jego rodzeństwo zginęło w czasie II wojny światowej w getcie łódzkim, jego syn Tom Altman jest profesorem na Uniwersytecie Kolorado.